# Schloss Landsberg (Ratingen)

Schloss Landsberg von Südosten, 1904/1905

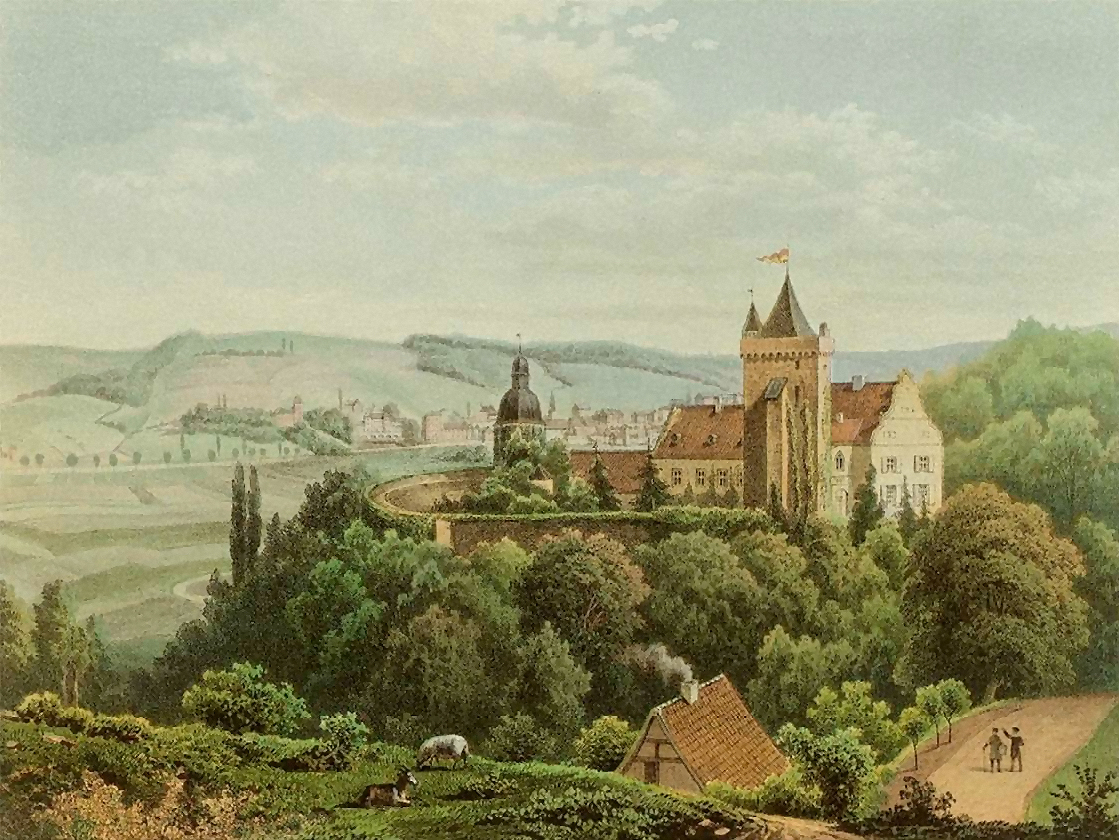
Das Schloss auf einer Lithografie 1860/1861

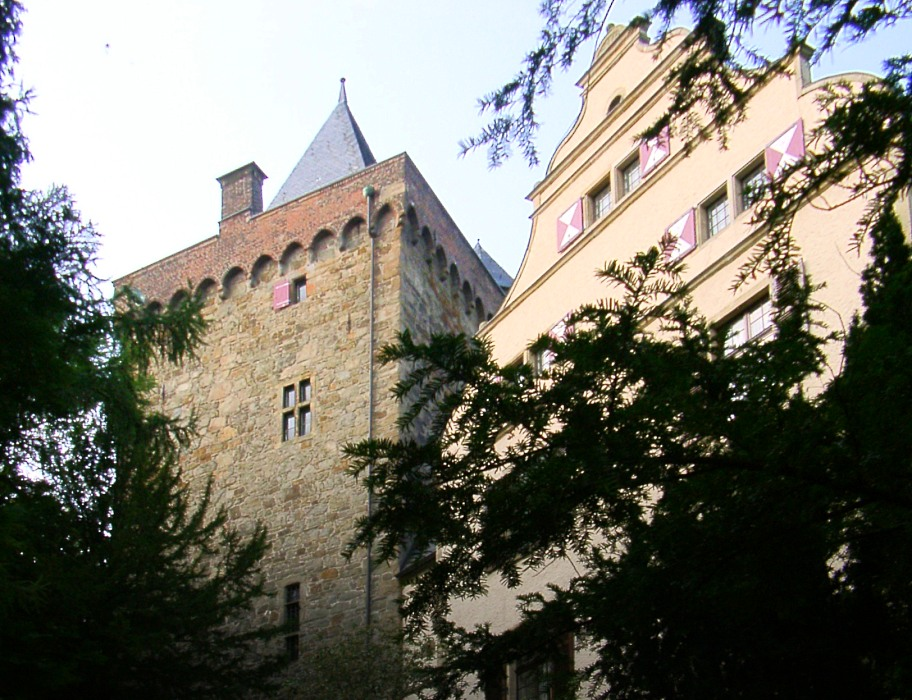
Bergfried und Herrenhaus des Schlosses (2002)

Das Schloss Landsberg ist eine Schlossanlage im Ruhrtal auf dem Stadtgebiet von Ratingen, an der Stadtgrenze zu Essen, in unmittelbarer Nähe des Schlosses Hugenpoet. Es steht nahe dem Kettwiger Ortsteil Vor der Brücke etwa einen Kilometer südwestlich des Zentrums von Kettwig an der Straße nach Mülheim an der Ruhr-Mintard inmitten eines englischen Landschaftsparks mit ausgedehntem Waldgebiet.
Die Anlage geht auf eine mittelalterliche Höhenburg vom Ende des 13. Jahrhunderts zurück, die durch den Grafen Adolf V. von Berg erbaut wurde. Sie diente in jener Zeit vornehmlich zur Sicherung der nahe gelegenen wichtigen Brücke über die Ruhr, die Kettwig mit Ratingen verband. Seit spätestens 1288 gehörte die Burg den Herren von Landsberg, die ihren Stammsitz – mit einer Unterbrechung von 120 Jahren – bis 1903 besaßen.
Während des 17. und 18. Jahrhunderts mehrfach verändert, erhielt die Anlage ihre heutige Gestalt im Stil des Historismus durch den Industriellen August Thyssen, der sie 1903 erwarb und zu seinem repräsentativen Wohnsitz umgestalten ließ. Das frühere „Gut Landsberg“ wird seit diesen baulichen Veränderungen „Schloss Landsberg“ genannt. Es gehört seit 1926 einer Stiftung der Familie Thyssen. Nach wechselnder Nutzung nach dem Zweiten Weltkrieg ist es seit 1992 als Seminar- und Tagungsstätte an die thyssenkrupp AG vermietet. Daneben gehört es zu mehreren Themenrouten der Route der Industriekultur.

## Beschreibung

Grundriss des Schlosses von 1903

Die Anlage hat einen nahezu halbkreisförmigen Grundriss und steht in etwa 65 Meter Höhe auf einem Bergsporn an der August-Thyssen-Straße. Das Schlossplateau wird an seiner West- und Nordseite von einer bis zu 13 Meter hohen Ringmauer aus Ruhrsandstein mit einem wohl früher überdachten Wehrgang, der nur noch teilweise erhalten ist, begrenzt. Ebenso wie der Bergfried gehört die Ringmauer größtenteils zu der ursprünglichen Bausubstanz des 13. Jahrhunderts. An die Ost- und Südseite des Schlossareals grenzen Gebäude, die mit Schiefer gedeckte Dächer besitzen.

### Gebäude

#### Bergfried

Souterrainküche (1904)

Flur mit Marmorportal (1904)

Wintergarten (1904)

An der Südwestecke der Schlossanlage steht der rechteckige, fast 33 Meter hohe Bergfried mit vier Geschossen und einem Zeltdach. Seine 2 bis 2,30 Meter dicken Mauern aus Ruhrsandsteinblöcken erheben sich auf einem Grundriss von 11,30 × 10,30 Metern und schließen mit einer Backsteinbrüstung auf vorkragendem Rundbogenfries ab. Die Geschosse sind durch einen hofseitigen, achteckigen Treppenturm erschlossen. Der Turm besitzt an seiner westlichen Außenseite einen Abortschacht über alle Geschosse.

#### Torbau
An den Bergfried schließt sich an seiner Südostecke ein Torbau aus dem 17. Jahrhundert an, der im Osten an das Herrenhaus des Schlosses grenzt. Ein Gang im ersten Geschoss verbindet den Bergfried mit dem Herrenhaus. Über dem Rundbogenportal befindet sich an der Außenseite ein steinernes Allianzwappen der Familien Landsberg/Meschede. Sein Pendant an der Hofseite zeigt das Allianzwappen der Familien Landsberg/Hatzfeld und eine Inschrift erinnert an den Wiedererwerb der Anlage 1837 durch den Reichsfreiherrn Engelbert von Landsberg-Velen und Steinfurt (siehe Bewohner und Eigentümer).

#### Wohngebäude
Wie der Torbau stammt auch das Herrenhaus in seiner Hauptsubstanz aus dem 17. Jahrhundert, wurde allerdings auf den Fundamenten eines mittelalterlichen Palas errichtet. Es präsentiert sich außen im Stil der Renaissance, der durch Umgestaltung zu Beginn des 20. Jahrhunderts mit Elementen des Jugendstils kombiniert wurde. Der zweigeschossige Putzbau besitzt Eckquaderungen und zwei hohe Schweifgiebel, von denen der südliche die Jahreszahl des Baujahres 1666 trägt.
An der Nordecke des Herrenhauses ragt ein zweigeschossiger Gebäudetrakt mit Satteldach heraus. Eiserne Maueranker in Form der Jahreszahl 1655 zeigen sein Baujahr an. Hofseitig befindet sich das Rundbogenportal des Herrenhauses im Stil der Renaissance und wird von zwei Sandsteinsäulen flankiert. Der Schlussstein trägt die Jahreszahl 1903 sowie das Monogramm AT. Dem Trakt, der früher Wohnzwecken diente, schließt sich nordöstlich ein dreigeschossiges Gebäude an. Seine beiden Schweifgiebel sind quer zu denen des Herrenhauses positioniert. Die Querseiten sind durch Fenster in drei Achsen unterteilt. Hofseitig ist dem Gebäude ein halbkreisförmiger Treppenturm vorgelagert. Über die gesamte Länge des Zwischentrakts und des dreigeschossigen Gebäudes schließt sich nach Osten ein Wintergarten mit großen Rundbogenfenstern und einer Steinbalustrade an.

#### Remise und Stallungen
Nordöstlich der Wohngebäude stehen, an die Ringmauer angelehnt, eingeschossige Bauten, die früher als Remise und Stallungen dienten. Ihr gemeinsames Satteldach besitzt hofseitig mehrere unterschiedlich geformte Dachgauben. Heute beherbergen die Bauten Wirtschafts- und Seminarräume.

#### Brunnen- und Rundturm
Der Remisentrakt wird an seinem nördlichen Ende von einem dreistöckigen Rundturm abgeschlossen. Seine Mauern aus Ruhrsandstein sind von einer achtseitigen Schweifhaube mit Laterne bekrönt. Noch im 19. Jahrhundert wurde dieser Turm Archivturm genannt und gab damit Aufschluss über seine damalige Verwendung. Von einem kleinen Raum im Erdgeschoss führt eine Treppe in das erste Geschoss. Dessen einziger Raum wird von einem Kreuzgewölbe überspannt, das eine Bemalung aus dem frühen 20. Jahrhundert besitzt. Von dieser Etage ist der Wehrgang der Ringmauer betretbar.
Mitten im Schlosshof steht ein weiterer runder Turm aus Bruch- und Backsteinen mit stumpfem Kegeldach. Er wurde wahrscheinlich im frühen 15. Jahrhundert errichtet. In seinem Inneren mit bemaltem Kreuzgewölbe befindet sich ein 18 Meter tiefer Brunnen.

### Innenräume

#### Bergfried
Das Erdgeschoss des Bergfrieds diente früher als Wohnraum, beherbergt aber seit 1928 die Familiengruft der Thyssens nach einem Entwurf des Architekten Ernst Haiger. Durch einen Eingang im Treppenturm ist die Gruft über eine kleine Vorhalle zugänglich. Ihre Wände, die von Fenstern mit Onyxscheiben unterbrochen sind, und ihr Tonnengewölbe sind mit gelblich-braunem Travertin verkleidet. Der Fußbodenbelag besteht aus Marmor, dessen quadratische Platten mit unterschiedlichen Färbungen ein Schachbrettmuster bilden. An der südlichen Stirnseite des Raumes steht die marmorne Tumba August Thyssens mit einer lebensgroßen Liegefigur aus Bronze von Ludwig Habich. Davor befinden sich, in den Boden eingelassen und mit Bronzeplatten bedeckt, die Grabstätten seiner beiden Söhne Fritz und Heinrich sowie seiner Schwiegertochter Amélie. Neben dem Grab Hans Heinrich Thyssen-Bornemiszas befindet sich in einer Wandnische die Grabstätte von Thyssens erster Enkelin Anita Gräfin Zichy-Thyssen.
Das erste Geschoss des Bergfrieds besteht aus einer ehemaligen Kapelle, die 1903 bis 1904 im Stil der Neogotik gestaltet wurde. Der 7,10 × 6,00 Meter große Raum ist 7,40 Meter hoch und wird von einem gotischen Kreuzrippengewölbe überspannt. Dieses und die Wände tragen neugotische Freskomalereien des hannoverschen Kirchenmalers Oskar Wichtendahl.

#### Wohngebäude
Obwohl die drei herrschaftlichen Wohnbauten des Schlosses von außen gut als drei separate Baukörper erkennbar sind, ist diese Dreiteilung im Inneren nicht zu bemerken. Die Räume im Erdgeschoss dienten seit 1904 der Repräsentation, während das Obergeschoss zu Wohnzwecken genutzt wurde. Die Innenausstattung ist im Stil des Späthistorismus gehalten und wurde mit Dekorationselementen nach dem Zeitgeschmack des beginnenden 20. Jahrhunderts kombiniert.
Im Keller des Herrenhauses, dessen Bausubstanz aus dem Mittelalter stammt, befanden sich bis Anfang der 1990er Jahre die Küche sowie Wirtschafts- und Lagerräume. Die Räume besitzen einen Bruchsteinsockel und werden von einer Decke mit Tonnengewölbe abgeschlossen. Heute dienen sie als Aufenthaltsraum für Seminarteilnehmer.
Im Erdgeschoss führt ein kleiner Flur mit einer Wandverkleidung aus Marmor und einem Tonnengewölbe mit vergoldeten Stuckaturen vom Portal zu einer großen Halle. Sie ist mit Kamin und halbhoher Eichenholztäfelung der Mittelpunkt der Repräsentationsräume. Von dort führt eine breite Treppe in das Obergeschoss sowie ein kleiner Flur durch ein Rundbogenportal in einen als Empfangszimmer dienenden Salon. Dieser ist im Stil des französischen Klassizismus ausgestattet. Eine niedrige Täfelung und eine Einfassung der Stuckdecke in den Farben Weiß und Gold umfassen eine Wandbespannung aus gelbem Stoff. An der Nord- und Ostwand stehen zwei große Marmorkamine.
Vom Salon ist das Speisezimmer erreichbar. Seine auffälligsten Ausstattungsstücke sind eine halbhohe Eichenholztäfelung, die im oberen Wandbereich von einer Seidenbespannung abgelöst wird, und mit reichem Schnitzwerk versehene Buffetschränke. Ein offener, stuckierter Kamin an der Nordwand ermöglichte die Beheizung des Raums.
Von der Halle führt eine Tür zum Großen Saal (auch Rittersaal genannt), der vor allem bei gesellschaftlichen Anlässen als Speisesaal genutzt wurde. Seine Wände sind mit dunkelrotbraunem Holz vertäfelt und durch reich ornamentierte Pilaster mit vergoldeten Kapitellen vertikal gegliedert. An der Südseite des Raumes steht ein Kamin aus Sandstein mit einem geschnitzten Spiegelaufsatz. Die leicht gewölbte Stuckdecke des Saals trägt drei Gemälde des Münchener Malers Ferdinand Wagner.
Über drei große Flügeltüren in der Ostwand des Großen Saals ist der Wintergarten erreichbar. Die Wände über einem Sockel aus Kalkstein sind in pompejianischem Rot gehalten und durch Messingleisten kassettiert. Durch weiße Pilaster mit Hermen und Karyatiden sind sie zusätzlich vertikal gegliedert. Neben vier großen Rundbogenfenstern sorgen drei Oberlichter mit farbigem Glas für Beleuchtung des Raums. Supraporten über den Türen zeigen antike Darstellungen.
Das Obergeschoss ist schlichter ausgestattet als die repräsentativen Räume des Untergeschosses. Arbeits- und Schlafzimmer des Schlossherrn besitzen eine kassettierte, 2/3-hohe Täfelung aus Eichenholz. Im Schlafzimmer befindet sich darüber eine textile Wandbespannung, während das Arbeitszimmer im oberen Wanddrittel eine Ledertapete und zusätzlich einen barocken Kamin von 1640 besitzt, dessen Inschrift Friedrich von Landsberg und seine Frau Katharina von Meschede als seine Erbauer ausweist.
Neben den privaten Wohnräumen August Thyssens befindet sich im ersten Stock ein Gästeappartement mit dem bekanntesten Mobiliar des Schlosses, dem sogenannten Pariser Bad; ein Bade- und Toilettenzimmer, dessen Einrichtung von einer Straßburger Firma hergestellt und auf der Weltausstellung im Jahr 1900 zu sehen war. Der Raum besitzt einen Mosaikfußboden und eine tonnengewölbte Stuckdecke. An den Längsseiten sind die Wände mit Wandfliesen verkleidet, die am Boden mit braunen und gelben Tönen beginnen und nach oben allmählich in Blau- und Türkisfarben wechseln. Gegenüber der zweiflügeligen Eingangstür befindet sich an der Stirnwand eine apsisartige Badenische. Das in den Fußboden eingelassene Badebecken aus weißem Marmor wird von gelblich-braunem Kalkstein an der Wand umrahmt und durch ein Oberlicht aus farbigem Glas beleuchtet. Alle Einrichtungsgegenstände weisen verspielte Ornamente auf, die gemeinsam mit der Farbgebung des Raums an einen Teich erinnern sollen.
Das Gästeschlafzimmer mit Blick auf die Gartenanlagen des Schlosses nimmt sich neben dem Jugendstilbad vergleichsweise bescheiden aus. Seine gesamte Ausstattung ist aus Mahagoniholz mit Bronzebeschlägen gefertigt und weist Stilelemente des französischen Empires auf.

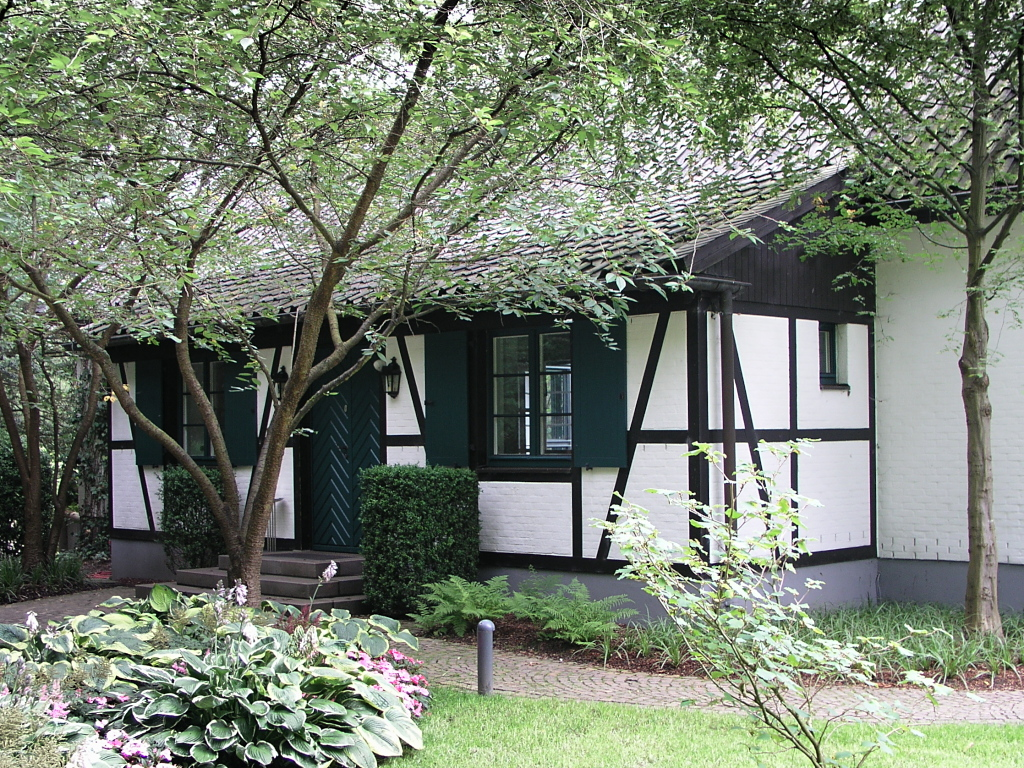
Das Gärtnerhaus (2007)

### Außengebäude
Südwestlich des eigentlichen Schlossareals steht am Ende der Gartenanlagen das sogenannte Gärtnerhaus. Das zum Tal hin zweigeschossige Gebäude mit hangseitiger Fachwerkfassade und Walmdach ist ein Nachbau des 20. Jahrhunderts. Das Originalgebäude, das als Orangerie diente, musste 1991 abgerissen werden.
Dem Gärtnerhaus gegenüber und mit ihm durch einen überdachten Gang verbunden steht der Neue Wohnturm aus roten Klinkersteinen mit Übernachtungsmöglichkeiten für Seminar- und Tagungsteilnehmer. Er wurde bis 1992 nach den Entwürfen des Düsseldorfer Architektenbüros HPP Hentrich, Petschnigg & Partner erbaut und lehnt sich in seiner Form an die Architektur mittelalterlicher Wohntürme an. Auf seinen sieben Geschossen befinden sich insgesamt 27 Gästezimmer, die über einen runden Treppenturm mit Kegelhelm erschlossen sind.

### Park und Gärten
Schloss Landsberg ist von einem großen, naturbelassenen Park mit viel Wald umgeben, der von zahlreichen Wanderwegen durchzogen ist.
Die Gärten südlich des Schlosses gehen auf erste Anlagen im 18. Jahrhundert zurück, die Sigismund von Bevern in Auftrag gab. Von ihnen ist nur noch der südliche Teil des Ziergartens erhalten, der Anfang des 20. Jahrhunderts nach Entwürfen Julius Trips neu gestaltet wurde. Er ist durch Freitreppen vom einstigen Baumgarten östlich des Schlosses, dessen Umrisse heute nur noch zu erahnen sind, getrennt und umfasst drei symmetrisch angeordnete Brunnenanlagen, von denen die nördlichste früher im Wintergarten stand. Der ehemalige Nutzgarten ist verschwunden.

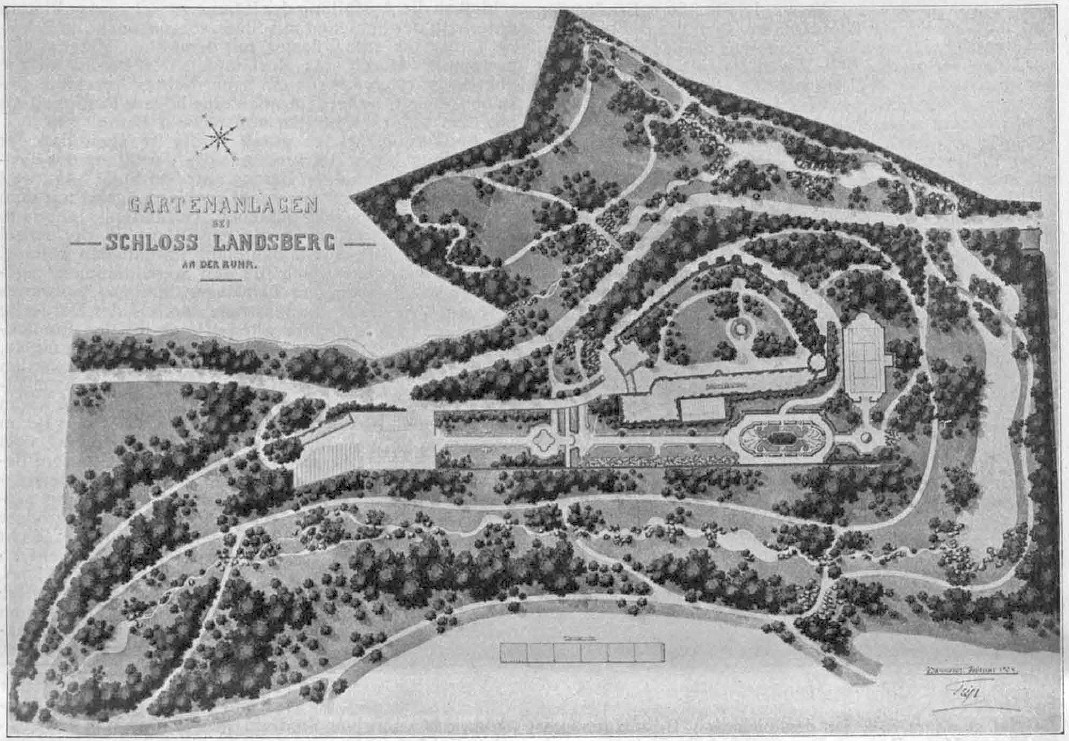
Gartenplan von 1904
Zwingergarten (1904)
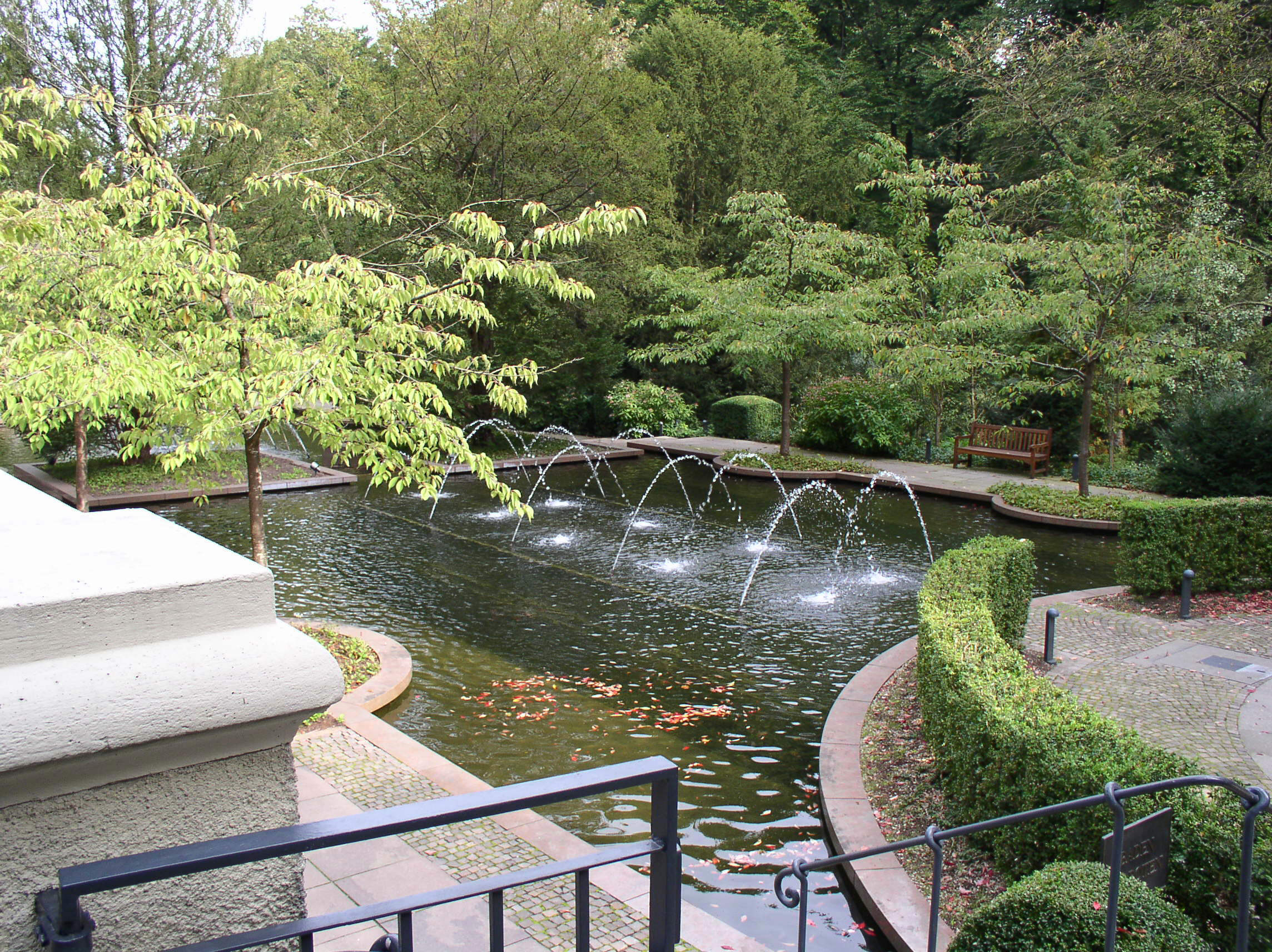
Brunnen im Ziergarten (2003)
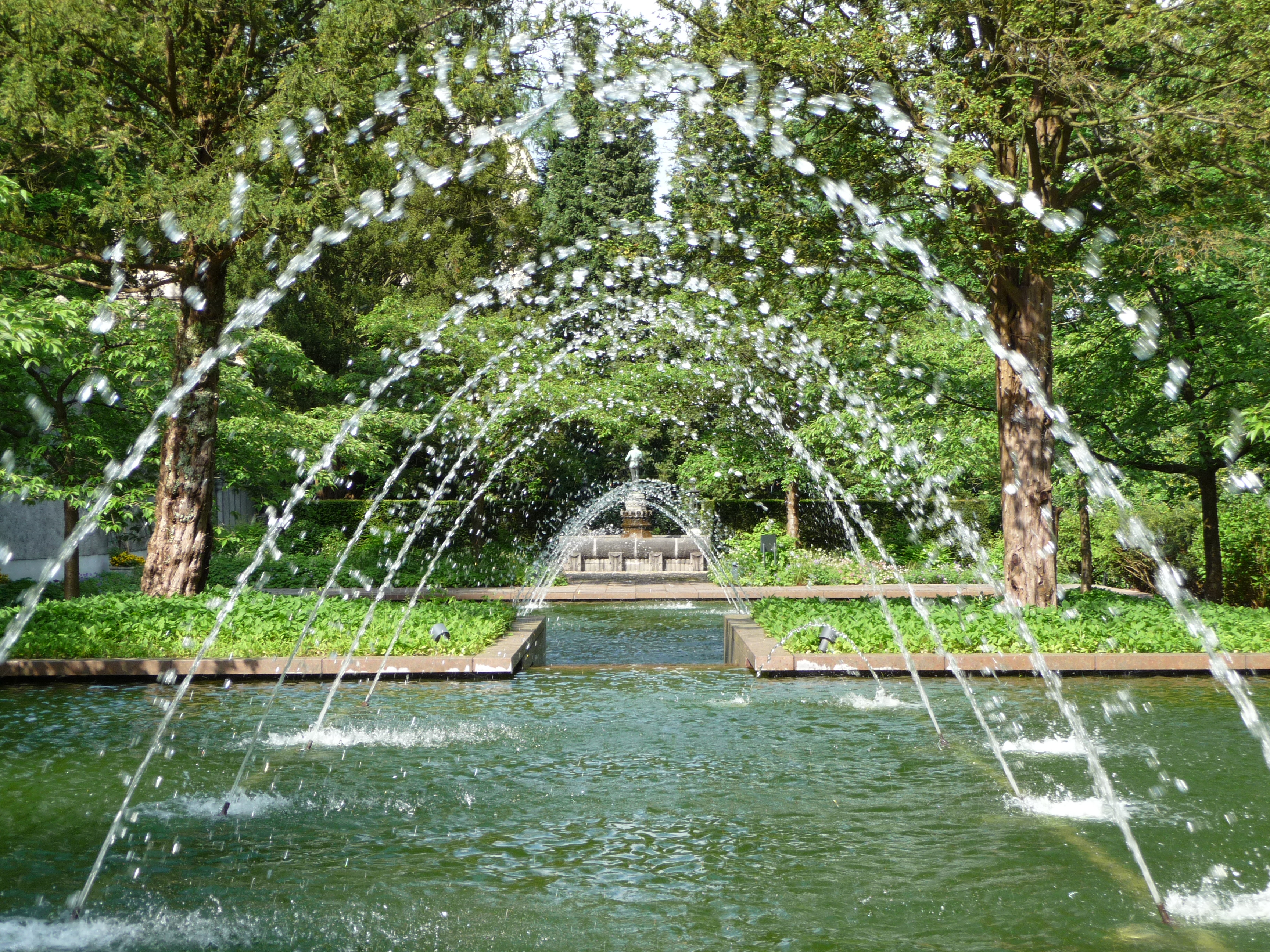
Parkanlage (2008)

## Geschichte

### Bewohner und Eigentümer

#### Herren von Landsberg
Erbauer der Burg Landsberg und erster Lehnsherr war Graf Adolf V. von Berg. Der erste urkundlich belegte Bewohner Landsbergs war hingegen Philipp von Werden (urkundl. 1259–† 1297) aus dem Geschlecht der Herren von Werden. Bereits 1288 nannte Philipp sich Philippo de Landsberg. Damals war er gleichzeitig noch Ministeriale des Klosters Werden. Philipps Nachkommen, die Herren von Landsberg, wurden in der Folgezeit eines der reichsten und angesehensten Geschlechter der Grafschaft. Im Laufe der nächsten rund 500 Jahre wurden zahlreiche Herren von Landsberg mit der Burg belehnt, von denen sich einige aber als „Raubritter oder wüste Wegelagerer“ betätigten. So wurde zum Beispiel Philipps Sohn Wessel (auch Wezzel) von seinem Landesherrn dazu verurteilt, Duisburger Bürger unbehelligt zu lassen. Die Raubzüge unter Beteiligung der Brüder Ludwig und Reinhard von Landsberg um 1400 waren gar so schwerwiegend, dass beiden zusammen mit vielen anderen bergischen Adeligen von der Stadt Köln und dem Kölner Erzbischof die Fehde angesagt wurde, weil durch die Raubzüge fast der komplette Handel in der Gegend zum Erliegen kam (siehe Kalkumer Fehde).
Am 4. November 1548 übertrug Herzog Wilhelm von Jülich-Kleve-Berg die Burg und das dazugehörige Amt an Bertram von Landsberg als erbliches Lehen. Im Gegenzug war die Anlage ab diesem Datum ein Offenhaus der bergischen Herzöge.
Ende des 16. Jahrhunderts zogen spanischen Truppen unter ihrem Feldherrn Francisco de Mendoza im Auftrag des Kölner Erzbischofs Ernst von Bayern plündernd durch das Amt Landsberg. Sie waren wahrscheinlich 1589 und 1597 die ersten, welche die bis dahin als unbezwingbar geltende Burg erobern konnten.
Nachdem der Jülich-Klevische Erbfolgestreit 1614 mit dem Vertrag von Xanten beendet und das Herzogtum Berg an Pfalz-Neuburg gefallen war, brach drei Jahre später der Dreißigjährige Krieg aus, in dessen Verlauf kaiserliche Truppen Anfang 1633 Burg Landsberg eroberten und verwüsteten. Bereits im Sommer 1633 wurden die Kaiserlichen aber von hessischen Truppen verjagt, sodass die Burg fortan protestantisch besetzt war. Nachdem diplomatische Bemühungen Herzog Wolfgang Wilhelms, sein Eigentum zurückzuerhalten, erfolglos gewesen waren, konnten seine Truppen in einer Herbstnacht des Jahres 1635 Burg Landsberg im Handstreich zurückerobern.

#### Wechselnde Besitzverhältnisse
Die derweil zu einem Schloss umgebaute Anlage blieb bis zum Beginn des 18. Jahrhunderts im Besitz der Landsbergs. Nachdem 1705 mit Vitus Arnold von Landsberg die Familie im Mannesstamm ausgestorben war, kam das Schloss durch Heirat der Erbtochter Anna Wilhelmina 1713 an den Freiherrn Sigismund von Bevern. Die Witwe seines Nachfahren Gottfried von Bevern verkaufte den Besitz 1825 an den königlich preußischen Kammerherrn Freiherr Gerhard von Carnap, nachdem auf Befehl Napoleons das Lehnswesen im französischen Rheinland 1809 aufgehoben worden und Schloss Landsberg somit in das Eigentum der Familie von Bevern übergegangen war. Bereits 1837 veräußerte Gerhard von Carnap die Anlage für 50.000 Taler wieder. Neuer Eigentümer wurde Reichsfreiherr Alexander von Landsberg-Velen zu Steinfurt, der aus einer durch Teilung um 1300 entstandenen, westfälischen Seitenlinie der Landsbergs stammte. Er und seine Nachfolger nutzen das Schloss vornehmlich als Sommersitz.
Bis Anfang des 19. Jahrhunderts gehörte zum Haus auch das Stroetrecht (von „Stroet“ für Strauch, Gebüsch, Dickicht). Es handelte sich hierbei um das Recht, im Wald zwischen Duisburg und Düsseldorf Wildpferde zu halten, das neben dem Herzog von Berg nur wenigen Adelssitzen zustand (Broich, Heltorf, Böckum, Haus zum Haus, Groß-Winkelhausen, Oefte und Landsberg).

#### August Thyssen und Thyssen-Stiftung
1903 erwarb August Thyssen die Anlage samt umliegendem Waldgelände vom Freiherrn Ignatz von Landsberg-Velen und Steinfurt. Gemäß Thyssens Testament wurde das Schloss mit allen dazugehörigen Liegenschaften nach seinem Tod am 4. April 1926 in die August-Thyssen-Stiftung Schloß Landsberg eingebracht, eine Familienstiftung der Unternehmerfamilie Thyssen, die heute noch Eigentümerin ist; die Grablege der Familie befindet sich in der Gruft des Bergfrieds.
Thyssen nutzte das Schloss für Familientreffen, Arbeitsessen, Empfang größerer Gesellschaften und regelmäßig stattfindende Jagdgesellschaften. Außerdem nutzte er es ausdrücklich zur ‚informellen Netzwerkbildung’ im Interesse seines Konzerns, so empfing er z. B. 1919 den Präsidenten des Landesfinanzamtes.
Während des Zweiten Weltkrieges war Landsberg gemeinsam mit dem benachbarten Schloss Hugenpoet Sitz des Stabs Rohland, eines Planungsstabs der Kriegswirtschaft. Das Schloss war auch der Ort von Besprechungen Albert Speers mit Vertretern der rheinisch-westfälischen Montanwirtschaft, die darauf zielten, den Nerobefehl Hitlers, der eine Zerstörung der Industrien vorsah, zu unterlaufen. Am 26. Juni 1945 wurde es durch britische Truppen besetzt und diente bis zum Ende der Besatzung im März 1947 der Unterbringung von Ingenieur-Stäben.
Ab dem 1. Juni 1947 betrieb die Stadt Mülheim auf dem Schloss ein Kindererholungsheim – in den ersten Monaten mit der Unterstützung der britischen Stiftung Save the Child –, stellte den Betrieb aber im Februar 1952 unter anderem wegen unzureichender hygienischer Bedingungen ein. Vom 15. Mai 1952 bis Ende März 1966 nutzte dann das Kinderheim Raphaelhaus die gründlich renovierten Gebäude zur Unterbringung von Kindern, deren Angehörige im Thyssen-Unternehmen beschäftigt waren. Da die Instandhaltungskosten aber deutlich die Einnahmen überstiegen, musste das Heim nach fast 14 Jahren schließen.
Ab dem 1. Mai 1967 wurde das Schloss dem Gesamtverband der Evangelischen Kirchgemeinden Essen zur Nutzung überlassen. Er nutzte die Anlage in der Folgezeit als Freizeitheim und Begegnungsstätte. Da auch die Kirchen mit laufender Dauer der Nutzung in finanzielle Nöte kamen, wurde der Nutzungsvertrag zum 31. Dezember 1984 gekündigt.
Seit 1989 ist die thyssenkrupp AG (früher Thyssen AG) Mieterin des Schlosses und nutzt die Räumlichkeiten als Seminar- und Tagungsstätte.

### Baugeschichte

#### Anfänge
Die Wurzeln Schloss Landsbergs liegen im 13. Jahrhundert. Zum Schutz der nahe liegenden Brücke über die Ruhr ließ Graf Adolf V. von Berg vermutlich zwischen 1276 und 1289 eine Burg auf einem Bergsporn südlich der Ruhr errichten. Neben der Kontrolle dieses wichtigen Ruhrübergangs kam ihr aber auch eine Funktion zum Schutz der Grafschaftsgrenzen gegenüber den benachbarten Territorien der Reichsabtei Werden und des Reichsstifts Essen zu. Diese erste von einer Ringmauer umgebene Wehranlage bestand aus einem Bergfried, einem Torbau sowie einem sich daran anschließenden Palas. Mitte des 15. Jahrhunderts musste die Familie der Ritter von Landsberg, welche die Burg zu Lehen trug, die Ringmauer instand setzen lassen. Im Zuge dieser Arbeiten wurde sie zur Ruhrseite mit einem dreigeschossigen Rundturm verstärkt.

#### Dreißigjähriger Krieg
Ende des 16. Jahrhunderts wurde die Burg von spanischen Truppen erobert und geschleift, anschließend aber wieder aufgebaut. 30 Jahre später ereilte sie während des Dreißigjährigen Krieges noch einmal das gleiche Schicksal. Besetzungen und Plünderungen durch kaiserliche und hessische Truppen zogen sie stark in Mitleidenschaft. Nachdem Truppen des bergischen Herzogs Wolfgang Wilhelm von Pfalz-Neuburg die Burg im Herbst 1635 zurückerobert hatten, ließen die Landsberger noch während des Krieges die beschädigten Mauern ausbessern und 1639 den zerstörten Rundturm wieder aufbauen, was durch eine Inschrift mit der Jahreszahl im Türsturz des Turms belegt ist. Wohl zeitgleich zu diesen Reparaturen wurden die Zinnen des Bergfrieds durch eine Brüstung aus Backstein ersetzt und sein Treppenturm erhöht.

#### Umbau zum Schloss
1652 wurde Arnold Friedrich von Landsberg mit der Burg belehnt. Gemeinsam mit seiner Frau Katharina von Meschede ließ er umfangreiche Umbauten vornehmen, die den alten Wehrbau in ein Renaissanceschloss verwandelten. An der Nordecke des Palas bauten sie bis 1656 einen neuen, länglichen Wohntrakt mit zwei Geschossen. Anschließend ließen sie auf den Grundmauern des alten Palas bis 1666 ein neues Herrenhaus mit geschweiften Giebeln, die horizontal durch Lisenen gegliedert waren, errichten. Während es an der Außenseite nur schmale Lichtöffnungen besaß, öffnete es sich zur Hofseite in fünf Fensterachsen. Ebenso stammt der heutige Torbau aus der Zeit des Ehepaars, das zeitgleich die mittelalterliche Zugbrücke durch eine steinerne Bogenbrücke ersetzen ließ.

#### Anlage der Barockgärten

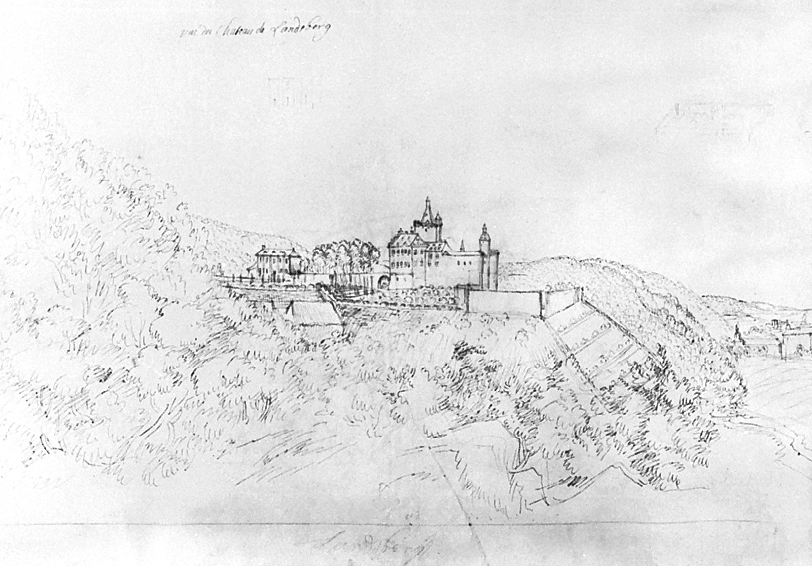
Das Schloss mit seinen Gartenanlagen, Zeichnung Renier Roidkins um 1730

Nachdem Sigismund von Bevern 1713 durch Heirat mit Anna Wilhelmina von Landsberg in den Besitz der Schlossanlage gekommen war, initiierte er weitere Baumaßnahmen. Dabei wurde wahrscheinlich der Wehrgang an der Nordseite zweigeschossig überbaut. Diese Gebäude wurden jedoch Mitte des 19. Jahrhunderts wieder abgetragen, denn eine Lithografie von 1860/61 zeigt das Schloss von Südwesten bereits wieder ohne diese Bebauungen.
Nachhaltigstes Zeugnis der von Bevernschen Umgestaltungsmaßnahmen war jedoch die Anlage mehrerer terrassierter Gärten östlich und südlich des Schlosses. Voraussetzung dazu war 1717 die Errichtung einer 100 Meter langen und acht Meter hohen Stützmauer, die parallel zum Wohnhaus an dessen Ostseite verlief, sowie das Verfüllen des Burggrabens vor dem Torbau. Zwischen Herrenhaus und Stützmauer entstand auf diese Art ein schmales Plateau, das von einem axial gegliederten Baumgarten eingenommen wurde. Etwas höher als dieser gelegen und über eine Freitreppe mit ihm verbunden schloss sich dem Baumgarten südwestlich ein barocker Ziergarten mit symmetrischen Formen und Springbrunnen an. Auch der großzügige das Schloss umgebende Landschaftspark und die Orangerie gehen wohl auf Sigismund von Bevern zurück. Zeichnungen des wallonischen Malers Renier Roidkin von etwa 1730 geben das damalige Aussehen detailliert wieder.

#### Wohnsitz August Thyssens

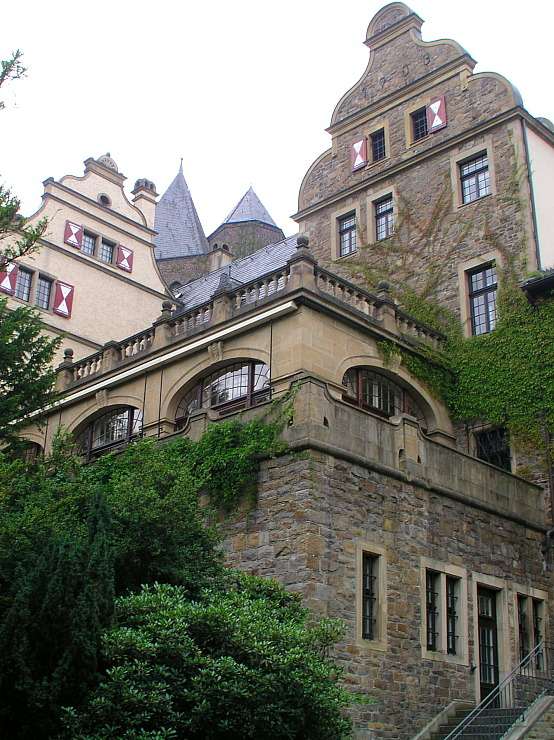
August Thyssen ließ das Schloss stark umgestalten und neue Bauten hinzufügen, so zum Beispiel den Wintergarten (Mitte) und ein dreigeschossiges Wohngebäude (oben rechts).

Während der Zeit, als die Familie von Landsberg-Velen Eigentümerin des Anwesens war, nutzte sie es lediglich als Sommersitz. Durch die seltene Nutzung und damit einhergehende schlechte Unterhaltung wurden die Gebäude stark baufällig. Zwar waren um 1870 noch einmal Umbauten und Erneuerungen geplant, sie wurden jedoch nie durchgeführt.
Ignaz von Landsberg-Velen verkaufte die heruntergekommene Anlage 1903 an den Unternehmer August Thyssen, der das Schloss bis 1904 neu gestalten ließ, um es anschließend als repräsentativen Wohnsitz zu nutzen. Thyssen beauftragte mit dem Architekten Otto Lüer, dem Maler Oscar Wichtendahl und dem Gartenplaner Julius Trip drei Hannoveraner mit der Renovierung und dem Umbau der Gesamtanlage. Die beiden hatten schon 1900 gemeinsam das Haus Harderode und seinen Garten im heutigen Coppenbrügge geplant und realisiert. Im Inneren der Landsberger Wohngebäude wurden nahezu alle Trennwände entfernt, um aus den zahlreichen kleinen Zimmern große Räume zu machen. Ihre Ausstattung wurde mit wenigen Ausnahmen vollkommen erneuert. Lediglich einige Kamine und Wappensteine wurden wiederverwendet. Außerdem stattete Thyssen das Schloss mit einer Vielzahl von Kunstobjekten aus, so zum Beispiel sechs Marmorstatuen des französischen Bildhauers Auguste Rodin. Der neue Schlossherr ließ auch das äußere Erscheinungsbild der Anlage stark verändern, indem die Fassaden der Bauten vollständig neu gestaltet, zusätzliche Gebäude errichtet und diese durch einen Wintergarten ergänzt wurden. Zudem erhielten alle Dächer eine einheitliche Deckung mit Schieferschindeln. Die Zeit der roten Dachpfannen auf Herrenhaus und dem Remisentrakt war damit beendet.
Die von Trip entworfenen Außenanlagen nahmen die grundlegenden gestalterischen Elemente der vorhandenen Gärten auf und führten sie weiter fort. Der einstige Baumgarten östlich der Wohngebäude wurde durch einen langen Weg entlang seiner Mittelachse unterteilt und mit streng geschnittenen Formgehölzen bepflanzt. Der Weg endete im Norden an einem runden Blumenparterre, dem sich ein Gartenpavillon anschloss. Entlang der Stützmauer verlief ein aus Holz und Eisen gefertigter, weiß gestrichener Laubengang, der aber bereits 1930 wieder entfernt wurde. Vom Blumenparterre bog im rechten Winkel nach Westen ein Weg zum neu geschaffenen Tennisplatz nördlich des Rundturms ab. Er war von einer Steinbalustrade umgeben und besaß einen kleinen Zuschauerplatz unter einer Pergola. Ebenso wie der Laubengang existieren Pavillon und Tennisplatz heute nicht mehr, ihre Standorte sind aber im Garten immer noch erkennbar.

#### Restaurierungen und heutige Nutzung

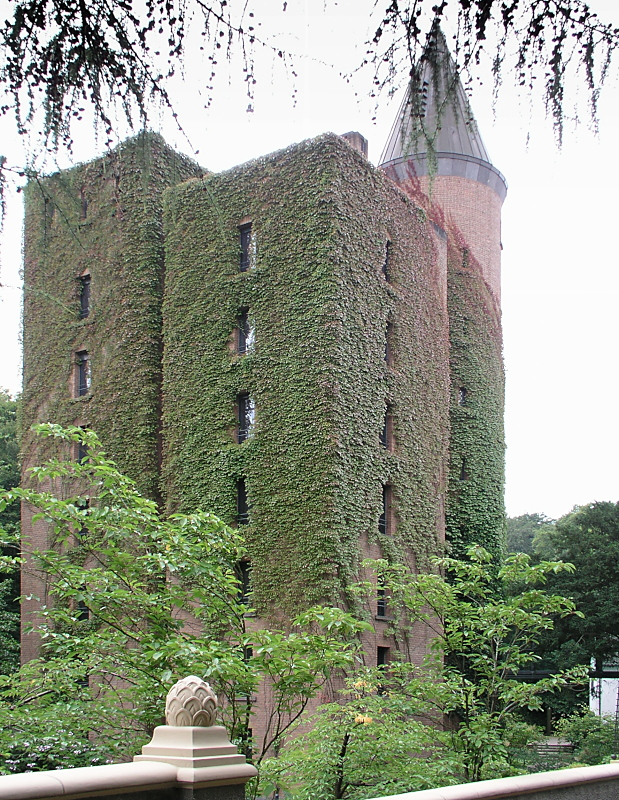
Der Neue Wohnturm von Norden (2007)

Nach dem Tod August Thyssens ließen seine Erben das Erdgeschoss des Bergfrieds zu einem Mausoleum für ihn und seine Nachkommen umgestalten. 1928 fand er dort seine letzte Ruhe. Sein Sohn Fritz Thyssen wurde 1951 und sein Sohn Hans Heinrich Thyssen-Bornemisza de Kászon 2002 im Mausoleum beerdigt.
Erste Restaurierungen an Thyssens Schloss fanden 1956 und 1966/67 im Außenbereich der Anlage statt. Unter anderem wurden die Ringmauer und die Brücke zur Torbau instand gesetzt. Ab 1980 wurden zudem die Sandsteinelemente der Fassaden und des Wintergartens sowie die Malereien in der ehemaligen Kapelle restauriert.
Nachdem Ende der 1980er Jahre der Entschluss gefasst worden war, Schloss Landsberg zukünftig als Seminar- und Tagungsstätte zu nutzen, begannen 1989 unter Aufsicht des Rheinischen Amts für Denkmalpflege dreijährige Sanierungs- und Restaurierungsarbeiten, während denen nicht nur die gesamte Innenausstattung im Zustand von 1904 wiederhergestellt, sondern auch der Rundturm und Remisentrakt baulich instand gesetzt wurden. Die Maßnahmen waren derart weitreichend, dass sie sogar den Nachbau von Möbeln nach alten Bildvorlagen umfassten.
Die künftige Nutzungsart bedingte auch, dass Übernachtungsmöglichkeiten für Gäste geschaffen werden mussten. Die Eigentümerin entschied sich dafür zu einem Neubau im Bereich des einstigen Nutzgartens gegenüber der ehemaligen Orangerie, die in diesem Zuge abgerissen und durch einen stark an das Original angelehnten Neubau ersetzt wurde. Bis 1992 ließ die Stiftung den sogenannten Neuen Wohnturm errichten, der sich stark an die Formensprache mittelalterlicher Bergfriede anlehnt und bis zu 30 Übernachtungsgästen Platz bietet.